# Dori
I Dori (in greco antico: Δωριεῖς?, Dōrièis) furono una stirpe dell'antica Grecia, di origine indoeuropea, mitologicamente discendenti di Doro. Costituivano una delle etnie greche antiche insieme ad Achei, Ioni ed Eoli ed erano suddivisi in tre tribù: i Panfili, i Dimani e gli Illei.
Dagli altri Elleni si distinguevano per il loro dialetto e per le loro caratteristiche sociali e storiche.

## Origini

### Contesto storico
A seguito delle scorrerie di varie popolazioni nel bacino orientale del Mediterraneo, tra cui i popoli del Mare, che causarono la fine di Micene e di altre importanti entità statali quali l'Impero Ittita, per quattro secoli, a partire dal 1200 a.C. circa, la Grecia attraversò un periodo di assestamento, chiamato dagli storici Medioevo ellenico, caratterizzato da una commistione dei tratti peculiari sopravvissuti della precedente civiltà micenea e da alcune innovazioni, quali: l'introduzione dell'uso del ferro, dell'incinerazione dei morti, la produzione della ceramica detta "ceramica lucida non tornita" (handmade burnished ware) e della ceramica protogeometrica e geometrica, nonché la costruzione dei primi templi.

### Ipotesi
Secondo alcuni studiosi i Dori non sarebbero di stirpe ellenica, ma essi fecero del loro dio eponimo Doro un figlio (il quarto) di Elleno, il capostipite degli Elleni. Il nome dei Dori deriva infatti da quello di Doro, il loro leggendario capostipite. Il nome di Doro, a sua volta, è probabilmente ricollegabile al termine δῶρον  dṑron, "dono". Dal nome di questa tribù sono derivati i nomi propri di uso moderno Doriano e Doris.

Distribuzioni dei dialetti della Grecia classica. Gli insediamenti dorici sono generalmente quelli in cui si parlava il dialetto dorico.

La storiografia moderna ha formulato tre possibili spiegazioni circa l'origine dei Dori. Secondo la teoria della "migrazione corta", i Dori sarebbero stati presenti in Grecia già in epoca micenea, insediati nelle regioni periferiche e montuose della Grecia centro-occidentale a nord del Golfo di Corinto, e avrebbero successivamente preso il sopravvento grazie alla crisi interna che coinvolse il mondo miceneo. Nella tradizione antica questa migrazione è rappresentata dalla leggenda del ritorno degli Eraclidi. Secondo la teoria della "migrazione lunga", ormai screditata, i Dori, forse genti della cultura dei campi di urne del medio Danubio o una popolazione illirica, penetrarono in Grecia da nord e contribuirono alla distruzione della civiltà micenea espandendosi poi principalmente nel Peloponneso e a Creta. Le genti doriche rappresenterebbero pertanto l'ultima ondata delle tribù che da nord e da est invasero la penisola e le isole greche. V'è anche una terza teoria, anche'essa ormai screditata, secondo cui i Dori sarebbero stati già presenti nella Grecia meridionale micenea, occupando una posizione politica di subalternità, e per tale ragione si sarebbero "manifestati" soltanto dopo il collasso di questa civiltà. Tale ipotesi anti-migrazionista, proposta inizialmente da Chadwick nel 1976 ma priva di solidi fondamenti scientifici, fu confutata da Thompson e da altri. La visione "standard" degli studiosi è dunque quella della "migrazione corta".
A partire da Martin Bernal si tende a riconoscere nell'ipotesi della "migrazione lunga" una connotazione ideologica. Fu infatti formulata nel XIX secolo, quando era in corso l'espulsione della civiltà greca dal contesto levantino, mediterraneo e aperto alle culture anatoliche, medio-orientali, fenicio-semite ed egizie (il cui debito era invece riconosciuto dai greci stessi e dagli studiosi precedenti, dai romani al Settecento, secondo il principio ex oriente lux) per renderla non solo tipicamente ed esclusivamente europea, ma connessa "razzialmente" con le civiltà nord-europee ed "ariane".
Proprio per questo Bernal la definì "modello ariano" e la tacciò non solo di astoricità, ma anche, consciamente e inconsciamente, di derivazione da teorie pseudoscentifiche di carattere razzista fortemente in voga tra il XIX e il XX secolo nel mondo accademico (non solo tedesco, anche se qui ebbe origine). Bernal propose, con qualche perplessità da parte del mondo accademico (più propenso ad accettare la pars destruens della sua tesi) un recupero ragionato del modello antico, una rivisitazione dei miti delle origini greche (pieni per altro di riferimenti a fondatori venuti dalla Fenicia o dall'Egitto) in cui il dato mitologico venisse confrontato con altri (storici, archeologici, linguistici) senza più preconcetti arianocentrici.
In questo caso, i Greci ritenevano che i Dori (ma non i loro sovrani, imparentati con i Micenei e con dinastie straniere) fossero originari del nord, ma non della Mitteleuropa (come non a caso piaceva pensare agli accademici filoelleni tedeschi di inizio '900), bensì, più banalmente, del nord-ovest della Grecia. In particolare di una regione nota come Doride (tra l'Etolia e la Locride) e in cui in epoca classica esistevano piccole città doriche (come Erineo, Bois, Citinio, Akyptias, tutte attorno al Pindo), oppure (come Erodoto e Tucidide) in varie località tra la Doride e la vicina Tessaglia, o anche nella vicina zona del monte Eta (anch'essa ai margini occidentali della Tessaglia, ed indicata come sede più probabile dell'origine dei Dori tra la fine dell'età classica e Pausania) o da lì fino a lambire le Termopili e il monte Olimpo (per altro località legate dal mito ad Ercole).
Comunque in un'area non eccessivamente ampia posta a nord del golfo di Corinto e nord-ovest di Delfi e della Beozia, mentre immediatamente a sud-ovest della Tessaglia e a sud della Dolopia (che per altri autori classici era comunque patria antica, se non ancestrale dei Dori), di Dodona, dell'Epiro e della Grecia nord-occidentale. Apollonio estende questa regione unendo alla Doride arcaica tutta la riva settentrionale del golfo di Corinto, in modo che la Doride pre-invasione dorica del Peloponneso sarebbe stata molto più ampia, e sarebbe poi stata in buona parte riempita da altre popolazioni greche (del resto anche Erodoto parla di varie espansioni etoliche in questa zona in epoca arcaica). Per altro questa localizzazione ben si presta alle interpretazioni linguistiche che vedono il Dorico strettamente connesso con i dialetti greci nord-occidentali, con l'epirota e non troppo lontano dalla lingua semigreca macedone: ovvero, tutti gruppi che vivevano attorno alla casa ancestrale dei Dori, "veri" greci, e quindi mediterranei, tra tutti gli altri greci.

## Ripartizione post-migratoria dei Dori
Anche se la maggior parte degli invasori Dori si è installata nel Peloponneso, essi hanno colonizzato anche le terre vicine. In Asia minore si trovano sei grandi città doriche designate come Esapoli dorica: Camiro, Lindo, Ialiso, Coo, Cnido e Alicarnasso. Queste città diventeranno più tardi rivali delle città ioniche dell'Asia minore, e andranno a costituire la cosiddetta Doride d'Asia.
Alcune città doriche, Corinto e Megara in particolare, presero parte al grande movimento colonizzatore che a partire dall'VIII secolo a.C. si sviluppò in tutto il bacino del Mediterraneo. Colonie doriche furono fondate anche a Cipro, a Creta (in cui, anzi, sono segnalati anche da Omero, indice di una possibile attestazione in epoca molto antica), in Africa settentrionale ed in Italia (Magna Grecia e Sicilia). Fra queste ultime va segnalata Siracusa, fondata da Corinto, che a sua volta poi fondò Ancona (il cui epiteto è appunto "la città dorica") e Adria (anche se come città mista greco/etrusca) in Italia, Issa (Lissa) in Dalmazia e Lissos (Alessio) in Albania.